# 里耶韦斯蒙
里耶韦斯蒙（法語：Riervescemont，法語發音：[ʁjɛʁvɛsmɔ̃]）是法国勃艮第-弗朗什-孔泰大区贝尔福地区省的一个市镇，属于贝尔福区。

## 地理
里耶韦斯蒙（47°45'55"N, 6°52'52"E）面积8.52 平方千米，位于法国勃艮第-弗朗什-孔泰大區贝尔福地区省，该省份为法国东北部内陆省份，东临上莱茵省，北起孚日省，西接上索恩省，南与杜省和瑞士接壤。
与里耶韦斯蒙接壤的市镇（或旧市镇、城区）包括：塞文、多勒伦、拉马德莱娜-瓦勒德桑日、勒皮、韦斯蒙。

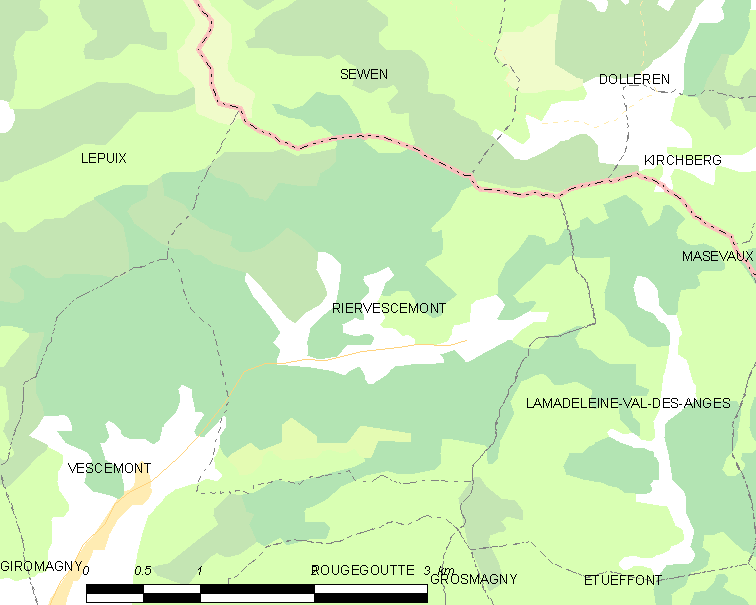
里耶韦斯蒙的OSM定位图

里耶韦斯蒙的时区为UTC+01:00、UTC+02:00（夏令时）。

## 行政
里耶韦斯蒙的邮政编码为90200，INSEE市镇编码为90085。

## 政治
里耶韦斯蒙所属的省级选区为日罗马尼县。

## 人口

1962-2008年间里耶韦斯蒙人口变化图示

里耶韦斯蒙于2022年1月1日时的人口数量为86人。